# Mulan (trilha sonora)
Mulan: An Original Walt Disney Records Soundtrack é a trilha sonora do filme de animação de 1998 da Disney, Mulan. Lançado pela Walt Disney Records em 2 de junho de 1998, o álbum contém canções por Matthew Wilder e David Zippel e conduzida por Paul Bogaev. A instrumental foi composta e conduzida por Jerry Goldsmith. Tem vocais de Lea Salonga, Donny Osmond, 98 Degrees, Jaz Coleman, Stevie Wonder e Christina Aguilera.
O álbum alcançou o pico número 24 na Billboard 200 em 18 de julho de 1998. Foi nomeado ao Oscar de melhor banda sonora, perdendo para Shakespeare in Love.
Um álbum em edição limitada promocional com instrumental completa de Jerry Goldsmith também foi lançado e tornou-se um item de colecionador.

## Lista de faixas
| N.º | Título                       | Intérprete(s)                                                           | Duração |  |
| 1.  | "Honor to Us All"            | Beth Fowler, Lea Salonga e Marni Nixon                                  |         |  |
| 2.  | "Reflection"                 | Lea Salonga                                                             |         |  |
| 3.  | "I'll Make a Man Out of You" | Donny Osmond e Coro                                                     |         |  |
| 4.  | "A Girl Worth Fighting For"  | Harvey Fierstein, James Hong, Jerry Tondo, Lea Salonga e Matthew Wilder |         |  |
| 5.  | "True to Your Heart"         | 98 Degrees e Stevie Wonder                                              |         |  |
| 6.  | "Suite from Mulan"           |                                                                         |         |  |
| 7.  | "Attack at the Wall"         |                                                                         |         |  |
| 8.  | "Mulan's Decision"           |                                                                         |         |  |
| 9.  | "Blossoms"                   |                                                                         |         |  |
| 10. | "The Huns Attack"            |                                                                         |         |  |
| 11. | "The Burned-Out Village"     |                                                                         |         |  |
| 12. | "Reflection" (Pop Version)   | Christina Aguilera                                                      |         |  |

| Faixa bônus da edição limitada |                                                                 |         |  |
| N.º                            | Título                                                          | Duração |  |
| 13.                            | "Mulan's Decision (aka Short Hair)" (Synthesizer Version Score) |         |  |

Faixa bônus da edição japonesa
13. "Breathe (Special Version)" - Luna Sea
Faixa bônus de edição chinesa
13. "Reflection" (Pop Version) — Coco Lee

## Desempenho comercial

### Paradas semanais
| Parada musical               | Melhor posição |
| ---------------------------- | -------------- |
| Estados Unidos Billboard 200 | 24             |

## Certificações
| País                  | Certificação | Vendas/Cópias |
| --------------------- | ------------ | ------------- |
| Estados Unidos (RIAA) | Ouro         | 500.000       |